# Émilien Cazes
Pour les articles homonymes, voir Cazes.
Émilien Noël Laurent Cazes, né le 24 décembre 1844 à Fleurance et mort le 28 janvier 1925 à Versailles, est inspecteur général de l'instruction publique, pédagogue, historien et sociologue de l'Éducation nationale.

## Biographie
Bachelier ès-lettres, il est nommé aspirant répétiteur au lycée de Marseille, actuel lycée Thiers.
Après cela, Émilien Cazes devient pédagogue et inspecteur général de l'instruction publique. Il contribua à la réalisation de nombreux manuels scolaires entre 1895 et 1921. Il dirigea la collection "Cours des écoles primaires élémentaires", aux éditions Delagrave à Paris.
Avec son collègue Octave Gréard (1828-1904), ils se battirent pour l’égalité des sexes au sein de l’éducation. Ils dénoncèrent la faille entre la théorie prônant l'égalité des sexes, et la pratique qui mettait en relief une réalité machiste au sein du système éducatif et les lenteurs du changement des comportements.

## Œuvres
- 1894 : Organisation pédagogique des écoles maternelles et des écoles primaires élémentaires du département de Seine-et-Oise, imprimerie de Cerf
- 1900 : Congrès international de l'enseignement primaire du 2 au 5 août 1900 à la Sorbonne, par Jules Payot, Édouard Petit, Émilien Cazes, Paul Strauss, Jean-Cyrille Cavé, A. Lacabe,... Document administratif de l'Éducation nationale, 1900
- 1900 : Ministère de l'Instruction publique et des beaux-arts. Direction de l'enseignement primaire. L'Inspection de l'enseignement primaire, par Jost et É. Cazes, Imprimerie nationale
- 1900 : Lectures géographiques (Bibliothèque des écoles primaires supérieures), éditions Delagrave
- 1902 : Pensées et maximes pour la pratique de la vie extraits des écrivains, philosophes et moralistes de tous les temps et de tous les pays, éditions Delagrave
- 1904 : Vade-mecum de l'enseignement primaire, public et privé, au point de vue administratif, Octave Forsant, Émilien Cazes, éditions Delagrave
- 1910 : La Provence et les Provençaux, éditions Gedalge
- 1910 : Le Château de Versailles et ses dépendances. L'histoire et l'art, éditions L. Bernard
- 1929 : Pensées et maximes pour la pratique de la vie, éditions Delagrave